# Amos Bronson Alcott
Pour les articles homonymes, voir Bronson et Alcott.
Amos Bronson Alcott (29 novembre 1799 – 4 mars 1888) est un professeur, enseignant, écrivain et philosophe américain connu pour ses idées progressistes et ses deux projets utopiques avortés, dans les années 1830 et 1880, fondés sur des méthodes éducatives non conventionnelles et sur un mode de vie communautaire et connus sous le nom de Fruitlands (transcendental center) (en). Alcott est un transcendantaliste proche d'Henry David Thoreau et de Ralph Waldo Emerson.
Alcott était végétarien.
Il est le père de l'écrivain Louisa May Alcott, l'auteure de Les Quatre Filles du docteur March (Little Women).

## Biographie

### Famille
Le nom Alcox, vient d'un nom saxon Alcock signifiant « petit Hal ». Ses ancêtres remontent à une famille de la gentry de Leicester ville de la région des Midlands de l'Est. Les archives citent un « Thomas Alcocke of Silbertoyh », dont le blason orné de trois coqs a pour devise « Semper Vigilans » (toujours vigilant). Thomas Alcocke et son frère rejoignent les rangs de dissidents calvinistes. En mars 1630, pour fuir les persécutions, dans le cadre de la Puritan migration to New England (1620–1640) (en), ils s'embarquent avec une flotte dirigée par John Winthrop, celle-ci part du port de Plymouth dans le Devonshire pour débarquer à Dorchester en mai 1630 ville de la Nouvelle Angleterre. Les Alcocke rejoignent les autres dissidents calvinistes, les Puritains. Ils fondent des familles puis quittent Boston pour le Connecticut. En 1731, John Alcox, le grand père d'Amos Bronson Alcox s'installe à Spindle Hill à proximité de la ville de Wolcott. Il a trois enfants dont Joseph Chatfield Alcox, ce dernier épouse Anna Bronson. Le 29 novembre 1799 naît Amos Bronson Alcox, leur aîné,,.

### Éducation
La mère d'Amos Bronson Alcox lui apprend à lire et écrire. Sur la suggestion de sa mère il commence à écrire un journal intime dans lequel il écrit des définitions qu'il a lu dans des dictionnaires. Jusqu'à ses douze ans, chaque hiver, il suit des cours à l'école primaire du district. À treize ans il passe quelques mois chez son oncle, le révérend Tillotson Bronson où il suit des cours à la Cheshire Academy (en), puis il étudie avec le pasteur John Keys à Wolcott dans le Connecticut, où il se spécialise dans la grammaire et la composition littéraire.

### Lyman Beecher
Le 21 septembre 1814, John Keys présente le jeune Amos Bronson Alcox au pasteur Lyman Beecher. Alcox est immédiatement impressionné par ses sermons qui, bien que d'inspiration calviniste, n'en ont pas les côtés austères. Il rejoint la société épiscopale de  Lyman Beecher et y est embauché pour faire des lectures publique de ses sermons et touche la somme de six dollars par sermon. En 1816, il devient officiellement membre de l'église épiscopale de Waterbury.

### Le colporteur
Le 13 octobre 1818, Amos Bronson Alcox s’embarque de New Haven pour joindre Norfolk dans l'État de Virginie où il espère obtenir un emploi d'enseignant. Finalement il en est réduit au métier de marchand ambulant, à vendre des bibelots et des almanachs.
En mai 1819, ayant mis de côté la somme de 80 $, il retourne au Connecticut et donne ses économies à son père. En novembre 1819, il repart pour la Virginie en compagnie de son frère Chatfield. Tous deux font du colportage dans la ville de Norfolk et ses environs. Quand, en juillet 1820, Amos Bronson Alcox revient en Nouvelle-Angleterre, il a pu économiser la somme de 100 $. Il lui faudra attendre des décennies pour  mettre de l'argent de côté.

### Changement de nom
En octobre 1820, Amos Bronson Alcox s'embarque pour Charleston dans l'État de la Caroline du Sud, espérant encore une fois obtenir un emploi d'enseignant, en vain. Il retourne à la maison familiale à Spindle Hill, mais cette fois avec une dette de 270 $. C'est lors de ce retour que lui et son cousin changent leur nom de « Alcox » en « Alcott ». Selon son biographe Odell Sheppard, ce changement de nom est justifié pour éviter des jeux de mots avec l'alcool et l'alcoolisme.

### Faillite personnelle

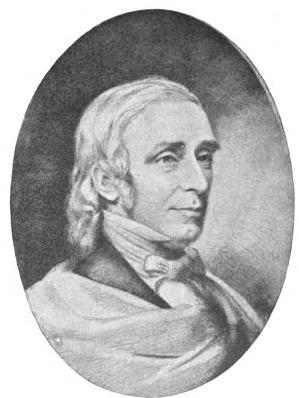
Amos Bronson Alcott

En octobre 1821, Amos Bronson Alcott se relance dans le colportage, il contracte un emprunt pour acheter un cheval et un chariot et de l'argent prêté par son père. Il repart pour la Virginie, accompagné par son frère Chatfield et son cousin Thomas. C'est un désastre, en mars 1822 il doit vendre son matériel, ses marchandises pour payer ses impôts et perd même son emploi d'écrivain public. Quand il retourne à la maison familiale en juillet 1823, c'est avec une dette de 600 $ qu'il doit à son père.

### Influence des quakers
Ses pérégrinations l'ont conduit à la baie d'Albemarle dans la Caroline du Nord où il fait la connaissance de quakers, ces derniers lui donnent à lire le Journal de George Fox , No Cross No Crown de William Penn, le Journal de John Woolman. Livres qu'il étudie et met en parallèle avec Le Voyage du pèlerin, son livre préféré durant son adolescence. À la suite de ces lectures, Amos Bronson Alcott commence à bâtir une conception de la vie en tant que progression morale. Selon lui, les différentes épreuves de la vie sont des leçons divines. En accord avec les quakers, seule compte la relation directe avec Dieu, qui supplante tout rites et cérémonies. Ces principes issus des quakers sont vus comme subversifs par la plupart des autres églises protestantes.

### Première école
Après des tentatives infructueuses, Amos Bronson Alcott ouvre sa première école dans la ville de Cheshire dans le Connecticut en novembre 1825. Sa principale innovation pédagogique est « tout enfant possède en lui-même les capacités et compétences nécessaires pour son instruction [...] la fonction principale de l'instruction est de faciliter son éveil et d’accompagner l'enfant dans ses progrès plutôt que de vouloir lui imposer un programme ». Par conséquent l'enseignant « doit aborder l'enfant pour déceler ce qu'il est capable de devenir ». Ainsi, l'enseignant doit être patient, bienveillant pour approcher l'enfant sans crainte. Amos Bronson Alcott est fermement convaincu que par la bienveillance les élèves travaillent mieux. Sa pédagogie est considérée comme inquiétante voire dangereuse pour l'époque imprégnée de discipline. Son salaire mensuel se monte à 18 $. Les parents se méfient de lui, retirent leurs enfants, n'ayant plus qu'une trentaine d'élèves, il est dans l'obligation de fermer son école en juin 1827.

### Samuel Joseph May

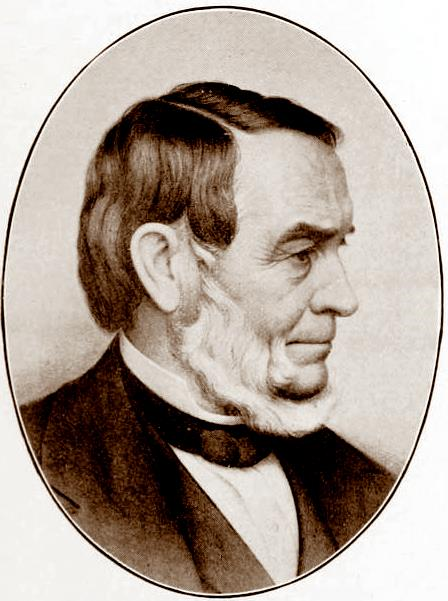
Photographie de Samuel J. May.

En juillet 1827, Amos Bronson Alcott reçoit une lettre du pasteur Samuel J. May (en). Ce dernier a entendu parler des innovations pédagogiques d'Amos Bronson Alcott et l'invite à venir dans sa ferme à Brooklyn qui alors est un village. Quand il arrive à Brooklyn le 8 août 1827, Amos Bronson Alcott découvre l'église de Samuel J. May. Celle-ci fut abandonnée par les calvinistes en 1817, elle alors reprise pour devenir une église unitarienne, sous la houlette de Samuel J. May. C'est pendant ce séjour qu'Amos Bronson Alcott fait la connaissance de Abby May la sœur de Samuel J. May, entre eux commence un badinage. Quand il retourne à Cheshire, il écrit dans son journal intime qu'il a fait la connaissance d'« une femme intéressante » . Abba May, elle aussi, est attirée par Amos Bronson Alcott, notamment pour son idéalisme.

### De l'unitarisme au transcendantalisme
C'est pendant ses séjours à Boston qu'Amos Bronson Alcott écoute les sermons du pasteur unitarien William Ellery Channing donnés à la Federal Street Church (Boston) (en), il est considéré à l'époque le maître incontesté de l'unitarisme. Il rend même visite au maître. Il trouve dans l'unitarisme une théologie proche de ses principes pédagogiques. Des controverses internes amènent Ralph Waldo Emerson, George Ripley (transcendentalisme) (en), James Freeman Clarke, Theodore Parker, Convers Francis (en), Frederic Henry Hedge (en) à quitter l'unitarisme pour former le transcendantalisme. Il y a également Henry David Thoreau, un ami d'Amos Bronson Alcott qui rejoint le mouvement. Il se met à lire la revue The Dial (magazine) (en) éditée par Ralph Waldo Emerson et Margaret Fuller. Il se retrouve pleinement dans les idées du transcendantalisme qui coïncident avec sa pédagogie. Il fait également la connaissance de William LLoyd Garrison à qui il donne son soutien dans ses actions abolitionnistes.  Grâce à ce mouvement il se rapproche de personnes qui comme lui veulent réformer la pédagogie scolaire comme l'écossais William Russell (pédagogue) (en), Karl Follen, Elizabeth Peabody. Amos Bronson Alcott envoie un article traitant de son expérience pédagogique de Cheshire à William Russel, ce dernier le publie dans sa revue Journal Education,.